# Социјализација
Социјализација је сложен и слојевит процес који плански и систематски спроводе породица, школа и друштвена заједница како би се социјално незрела деца постепено оспособила за живот у социјалној заједници. Основни циљ процеса социјализације је да нови чланови друштва путем учења и у интеракцији са родитељима, наставницима и личностима из културног и јавног живота, науче онај тип понашања и међуљудских односа, који су карактеристични за дату културу, уз широку могућност адаптације на нове животне услове.‍:5 Према савременим схватањима, процес социјализације укључује и процес индивидуализације под којим се подразумева способност појединца да превазилази постојећу социјалну датост и да се мења у складу са сопственим потребама. Најважнији фактори социјализације су: улица, породица, школа, као и шира социјална заједница са својим формалним и неформалним институцијама.
Социјализација је снажно повезана са развојном психологијом. Људима су потребна друштвена искуства да би научили своју културу и преживели. Humans need social experiences to learn their culture and to survive. Социјализација у суштини представља цео процес учења током животног тока и има централни утицај на понашање, уверења и поступке одраслих као и деце. Социјализација може довести до пожељних исхода — који се понекад називају „моралним“ — у односу на друштво у којем се дешава. Индивидуални ставови су под утицајем консензуса друштва и обично теже ономе што то друштво сматра прихватљивим или „нормалним“. Социјализација пружа само делимично објашњење за људска веровања и понашања, тврдећи да агенти нису празне плоче унапред одређене њиховом околином; научна истраживања пружају доказе да су људи обликовани друштвеним утицајима и генима.
Генетске студије су показале да околина особе у интеракцији са њеним генотипом утиче на исход понашања.

## Историја
Представе о друштву и природном стању постоје вековима.‍:20 У својим најранијим употребама, социјализација је била једноставно чин дружења или друга реч за социјализам. Социјализација као концепт настао је паралелно са социологијом, јер је социологија дефинисана као третман „специфично друштвеног, процеса и облика социјализације, као таквог, у супротности са интересима и садржајима који долазе до изражаја при социјализацији“. Конкретно, социјализација се састојала од формирања и развоја друштвених група, али и развоја друштвеног стања духа код појединаца који се удружују. Социјализација је стога и узрок и последица удруживања. Термин је био релативно необичан пре 1940. године, али је постао популаран после Другог светског рата, појављујући се у речницима и научним радовима као што је теорија Талкота Парсонса.

## Агенси или покретачи социјализације
Агенси социјализације су друштвени чиниоци који покрећу и спроводе социјализацију. Најважнији агенси социјализације јесу породица, школа, вршњаци, друштвене организације, медији.

### Породица
Породица је најважнија за социјализацију. Од односа родитеља према деци, нарочито у раном детињству, веома зависе особине личности. За децу и адолесценте важно је да осећају сигурност, родитељску љубав и  бригу. Будући да се деца идентификују са родитељима, посредством породице се генерацијски преносе норме понашања важне за одржавање друштва. Породица има вишеструку функцију: она задовољава разне психичке потребе, има економску, биолошку и васпитачку улогу.

### Школа
Школа је главни друштвени фактор у образовању и биолошки ванпородичном васпитању. Она има доминантну улогу у развоју различитих облика понашања, ставова и вредности. Колико ће школа ефикасно социјализовати ученике зависи од образовних и васпитних циљева, начина на који се остварују, стручности и личности наставника, односа родитеља према школи.

### Организације
У сваком друштву постоје организације чија је сврха да остварују одређене циљеве и шире свесна схватања и ставове. Ту спадају, на пример, политичке странке, црквене организације, хуманитарна удружења, невладине организације...

### Средства масовне комуникације
Разна средства масовне комуникације која  омогућују  да поруке брзо стигну до великог броја људи, којима смо свакодневно изложени (штампа, радио, ТВ, интернет), веома утичу на мишљење, ставове и понашање људи.
Агенси социјализације су најважнији чиниоци који непосредно утичу на социјализацију јединке у процесу раста и развоја. У главне агенсе социјализације убрајају се:  улица, породица, вртић, школа, група вршњака, црква,  друштвене организације и средства масовне комуникације. Они не стварају системе вредности, узоре и норме, већ их само посредују, преносе на јединку која се социјализује.

## Прекомерна социјализација
Проблем поретка или Хобсов проблем доводи у питање постојање друштвених поредака и пита да ли је могуће супротставити им се. Емил Диркем је посматрао друштво као спољну силу која контролише појединце кроз наметање санкција и кодекса закона. Међутим, ограничења и санкције такође настају интерно као осећај кривице или анксиозности. Ако је конформизам као израз потребе за припадањем, процес социјализације није нужно универзалан. Понашање можда уопште није под утицајем друштва, већ уместо тога, биће одређено биолошки. Наукама о понашању током друге половине двадесетог века доминирала су два супротстављена модела људског политичког понашања, хомо економикус и културна хегемонија, који се заједнички називају стандардним моделом друштвених наука. Као одговор, поља социобиологије и еволуционе психологије развила су појмове као што су хијерархије доминације, селекција културних група и теорија двојног наслеђивања. Понашање је резултат сложене интеракције између природе и неге, или гена и културе. Фокус на урођено понашање на штету учења назива се подсоцијализација, док се приписивање понашања учењу када је оно резултат еволуције назива пресоцијализацијом.